# Peter Pellegrini
Peter Pellegrini (/ˈpɛtɛr ˈpɛlːɛɡriɲi/), né le 6 octobre 1975 à Banská Bystrica, est un homme d'État slovaque. Il est président du Conseil national à deux reprises entre 2014 et 2024, président du gouvernement de 2018 à 2020 et président de la République depuis 2024.
Issu d'une famille d'origine italienne, il est diplômé en économie et commence sa carrière professionnelle comme travailleur indépendant avant de devenir assistant parlementaire. Membre de SMER – social-démocratie, il est élu député au Conseil national en 2006.
Il est nommé secrétaire d'État du ministère des Finances en 2012. Deux ans plus tard, il est désigné ministre de l'Éducation et des Sports, avant d'être porté à la présidence du parlement. En 2016, il revient au gouvernement en tant que vice-président chargé des Investissements.
À la suite de la crise déclenchée politique en 2018 par l'assassinat de Ján Kuciak, il devient président du gouvernement en remplacement de Robert Fico. Il quitte ses fonctions après les élections législatives de 2020.
Fondateur du parti HLAS – social-démocratie, issu d'une scission de SMER, il retrouve la présidence du Conseil national après les élections législatives de 2023. Candidat de la majorité à l'élection présidentielle de 2024, il l'emporte au second tour face à Ivan Korčok.

## Éléments personnels
Peter Pellegrini naît le 6 octobre 1975 à Banská Bystrica, dans le centre de la République socialiste slovaque, en République socialiste tchécoslovaque. Il est le fils d'un mécanicien et d'une enseignante. Une partie de ses ancêtres sont italiens, venus pour construire des rails de chemin de fer. Son arrière-grand-père s'était installé à Žiar nad Hronom — située à une trentaine de kilomètres de Banská Bystrica — à la fin du XIXe siècle.
Il étudie à la faculté d'économie à l'université Matej-Bel, dans sa ville natale, puis à l'université technique de Košice. Il devient alors travailleur indépendant.

## Parcours politique

### Débuts
Peter Pellegrini s'engage en politique en 2002, lorsqu'il est recruté comme assistant parlementaire par Ľubomír Vážny, député du parti social-démocrate SMER – social-démocratie (SMER-SD) de Robert Fico.
Aux élections législatives du 17 juin 2006, il est élu à 30 ans député au Conseil national de la République slovaque. Membre de la commission des Affaires économiques, il y préside la sous-commission des Transports, des Services postaux, des Communications et de la Numérisation de la société.
À la suite des élections législatives anticipées du 10 mars 2012, Peter Pellegrini devient secrétaire d'État du ministère des Finances.

### Ministre puis président du Parlement
Peter Pellegrini est nommé le 3 juillet 2014 ministre de l'Éducation, de la Science, de la Recherche et des Sports dans le deuxième gouvernement de Robert Fico, en remplacement de Dušan Čaplovič.
Toutefois le 25 novembre suivant, il est élu président du Conseil national en remplacement de Pavol Paška, par 120 voix favorables sur 136 députés présents, alors que les observateurs s'attendaient à la candidature du ministre de la Culture Marek Maďarič. Après son entrée en fonction, il déclare qu'il sera guidé par la tolérance, le respect, l'ouverture et la coopération.

### Retour au gouvernement
Peter Pellegrini fait son retour au gouvernement après les élections du 5 mars 2016. Il devient effectivement premier vice-président du gouvernement, chargé des Investissements et du Numérique le 23 mars.
À ce poste, il joue un rôle majeur dans la décision de Jaguar Land Rover d'ouvrir une usine en Slovaquie en 2018, et non en Pologne, pour un total d'investissements de 1,4 milliard d'euros.

### Président du gouvernement

#### Mandat du chef de l'État
Le 15 mars 2018, le président de la République Andrej Kiska annonce qu'il a l'intention de demander à Peter Pellegrini de constituer un nouveau gouvernement « dès [qu'il aura] reçu la lettre de démission » de Robert Fico, qui avait annoncé la veille son départ du pouvoir en raison de la crise politique provoquée par l'assassinat du journaliste Ján Kuciak. Contrairement à Fico, Pellegrini refuse de considérer que les manifestations sont une tentative de coup d'État. Il se dit « profondément touché par ce meurtre » et affirme que « la Slovaquie n'a jamais été ni ne doit être un pays où les conflits avec les journalistes sont résolus par une arme à feu ».
Lors de leur entretien préalable à sa désignation, Peter Pellegrini présente au chef de l'État les parrainages de 79 députés, garantissant ainsi au chef de l'État qu'il dispose d'une majorité absolue au sein du Conseil national, et se trouve ainsi chargé de former le nouvel exécutif slovaque.

#### Rejet d'une première liste de ministres
Peter Pellegrini dévoile le 19 mars la composition de son cabinet, qui compte 14 ministres, dont un nouveau ministre de l'Intérieur et un nouveau ministre de la Justice. À l'exception de ce dernier, issu de Most-Híd, tous les changements réalisés concernent des ministères relevant de la SMER-SD. Après que le ministre de la Santé Tomáš Drucker a refusé de succéder à Robert Kaliňák, Peter Pellegrini propose de confier le ministère de l'Intérieur à Jozef Ráž, un indépendant proche de Drucker. Le lendemain, le chef de l'État indique qu'il a annoncé à Pellegrini qu'il refuse de nommer le gouvernement tel qu'il lui est proposé et lui laisse un délai de trois jours pour soumettre une nouvelle liste de ministres. Disant apprécier « l'approche constructive » de Pellegrini, qu'il considère comme « un changement bienvenu », Kiska explique souhaiter « un gouvernement capable de sécuriser une enquête indépendante et impartiale de l'assassinat de Kuciak et Martina Kušnírová, et sur les suspicions de crime organisé sur lesquelles [Kuciak] écrivaient ».

#### Prise de fonction

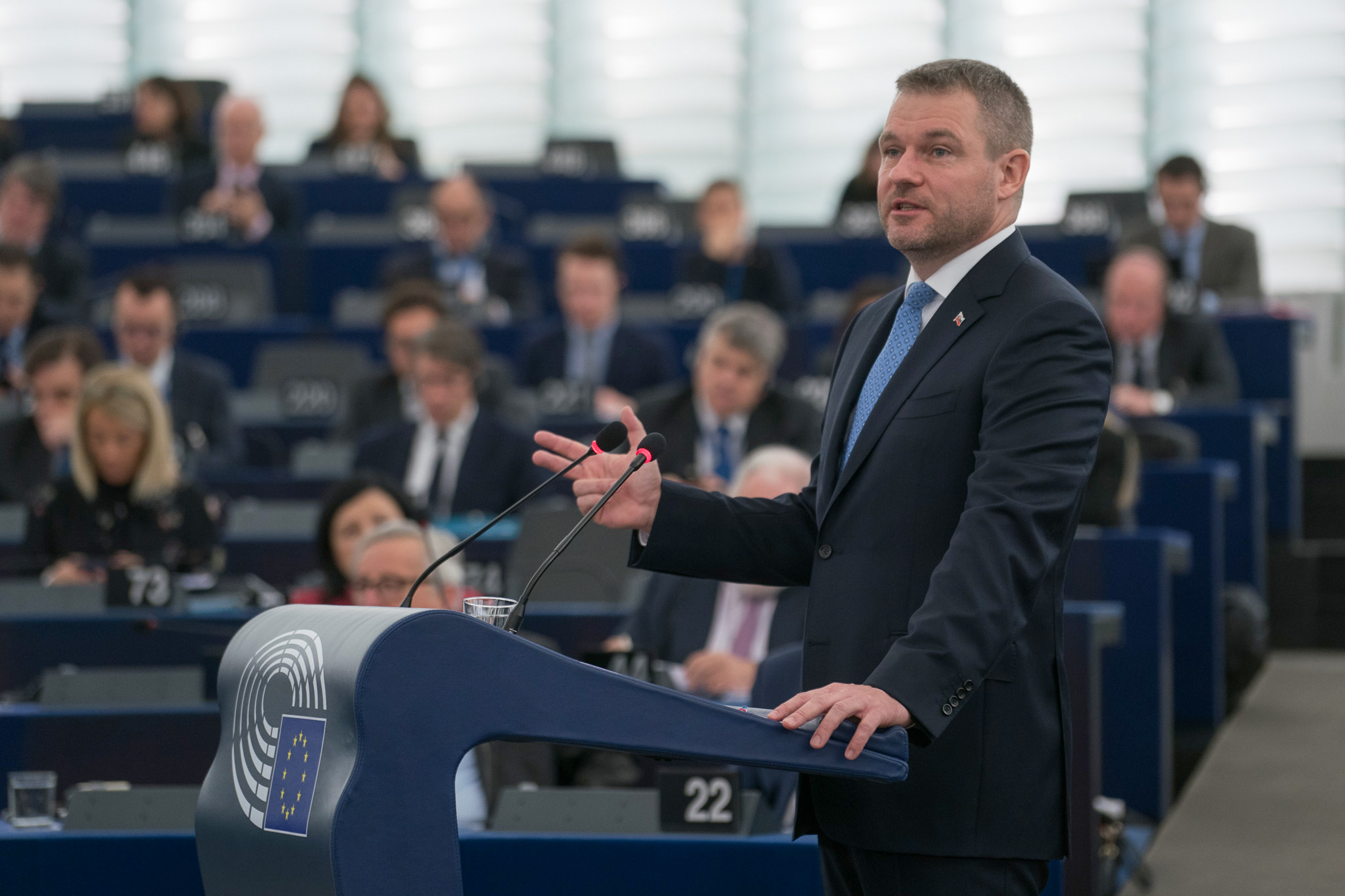
Peter Pellegrini s'adressant au Parlement européen, 2019.

Le 21 mars, le chef de l'État accepte une deuxième liste — dans laquelle Tomáš Drucker deviendrait ministre de l'Intérieur — et annonce la nomination de Peter Pellegrini pour le lendemain. Il reçoit un vote de confiance le 26 mars 2018.

#### Succession
Le 4 mars 2020, à la suite des élections législatives slovaques de 2020, la présidente de la République, Zuzana Čaputová, confie à Igor Matovič la tâche de former un nouveau gouvernement. La liste des ministres du nouveau cabinet est dévoilée le 18 mars, trois jours avant son assermentation.

### Retour à la présidence du Parlement en 2023 et élection présidentielle de 2024
Peter Pellegrini retrouve la présidence du Conseil national après les élections législatives de 2023.
Il est le candidat de la majorité à l'élection présidentielle de 2024. Il remporte 37 % des voix au premier tour et se qualifie pour le second tour, face à Ivan Korčok, qui remporte lui 42,5 % des voix. Au second tour, qui se tient le 6 avril 2024, il l’emporte face à Korčok, rassemblant 53,12 % des suffrages exprimés.
Il condamne la tentative d'assassinat du président du gouvernement Robert Fico survenue le 15 mai suivant et appelle à la retenue.

### Président de la République
Peter Pellegrini est investi président de la République slovaque le 15 juin 2024, succédant à Zuzana Čaputová.